# Список музеев Оттавы и Гатино
Музеи Национального столичного округа Канады (г. Оттава и  Гатино):

## Музеи
| Название на русском                                                                   | Оригинальное название                                                         | Адрес             | Официальный сайт                                                                              |
| ------------------------------------------------------------------------------------- | ----------------------------------------------------------------------------- | ----------------- | --------------------------------------------------------------------------------------------- |
| Дифенбункер                                                                           | Diefenbunker                                                                  |                   | http://www.diefenbunker.ca                                                                    |
| Дом-музей Лорье                                                                       | Laurier House National Historic Site                                          |                   | https://web.archive.org/web/20070518141713/http://www.pc.gc.ca/lhn-nhs/on/laurier/index_e.asp |
| Канадский военный музей                                                               | Canadian War Museum                                                           |                   | http://www.warmuseum.ca                                                                       |
| Королевский канадский монетный двор (Оттава)                                          | Canadian Royal Mint                                                           |                   | http://www.mint.ca                                                                            |
| Канадский музей цивилизации в Гатино (включает Канадский музей почты и Детский музей) | Canadian Museum of Civilization / Musée canadien des civilisations            |                   | http://www.civilization.ca/                                                                   |
| Канадский музей сельского хозяйства (в составе Центральной экспериментальной фермы)   | Canada Agriculture Museum                                                     |                   | https://web.archive.org/web/20080202085858/http://www.agriculture.technomuses.ca/             |
| Канадский музей авиации и космоса (Оттава)                                            | Canada Aviation and Space Museum/Musée de l’aviation et de l'Espace du Canada |                   | http://www.aviation.technomuses.ca                                                            |
| Канадский музей лыжного спорта                                                        | Canadian Ski Museum/Musée canadien du ski                                     |                   | http://www.skimuseum.ca                                                                       |
| Канадский музей науки и техники                                                       | Canada Science and Technology Museum                                          |                   | http://www.sciencetech.technomuses.ca                                                         |
| Канадский музей природы                                                               | Canadian Museum of Nature                                                     |                   | http://www.nature.ca                                                                          |
| Мельница Уотсона                                                                      | Watson's Mill                                                                 |                   | http://www.watsonsmill.com                                                                    |
| Музей Байтауна                                                                        | Bytown Museum                                                                 |                   | http://bytownmuseum.com                                                                       |
| Музей банка Канады (бывший Музей валюты)                                              | The Bank of Canada Museum                                                     |                   | http://www.currencymuseum.ca                                                                  |
| Музей-парк Ванье                                                                      | Museopark Vanier                                                              |                   | http://www.museoparc.ca                                                                       |
| Национальная галерея Канады                                                           | National Gallery of Canada                                                    |                   | http://www.gallery.ca                                                                         |
| Пинхис-Пойнт в Хорэсвилле                                                             | Pinhey's Point Historic Site                                                  |                   | http://www.pinheyspoint.ca                                                                    |
| Ридо-холл (резиденция генерал-губернатора                                             | Rideau Hall                                                                   |                   | http://www.gg.ca/document.aspx?id=94                                                          |
| Старинные крылья Канады                                                               | Vintage Wings of Canada                                                       |                   | http://www.vintagewings.ca                                                                    |
| Таверна Симмса (Элмер)                                                                | Symmes Inn                                                                    |                   | http://outaouais.quebecheritageweb.com/organization/symmes-inn-museum                         |
| Музей пионеров                                                                        |                                                                               | Сент-Андре-Авелен | http://                                                                                       |
| Непинский музей                                                                       | Nepean Museum                                                                 |                   | http://www.nepeanmuseum.ca/ Архивная копия от 1 июля 2012 на Wayback Machine                  |
| Канадский музей скаутов                                                               | Canadian Scouting Museum                                                      |                   | https://web.archive.org/web/20110928155624/http://www.1stmerrickville.ca/museum/              |
| Музей Голборна                                                                        | Goulborn Museum                                                               |                   | http://goulbournmuseum.ca                                                                     |
| Музей Осгуда                                                                          | Osgoode Museum                                                                |                   | http://www.osgoodemuseum.ca                                                                   |

## Центры интерпретации культурного наследия
- Музей защиты леса от пожара
- Центр «Белохвостый олень»
- Центр Walleye
- Центр наследия Plaisance
- Les Brasseurs du Temps

## Галереи

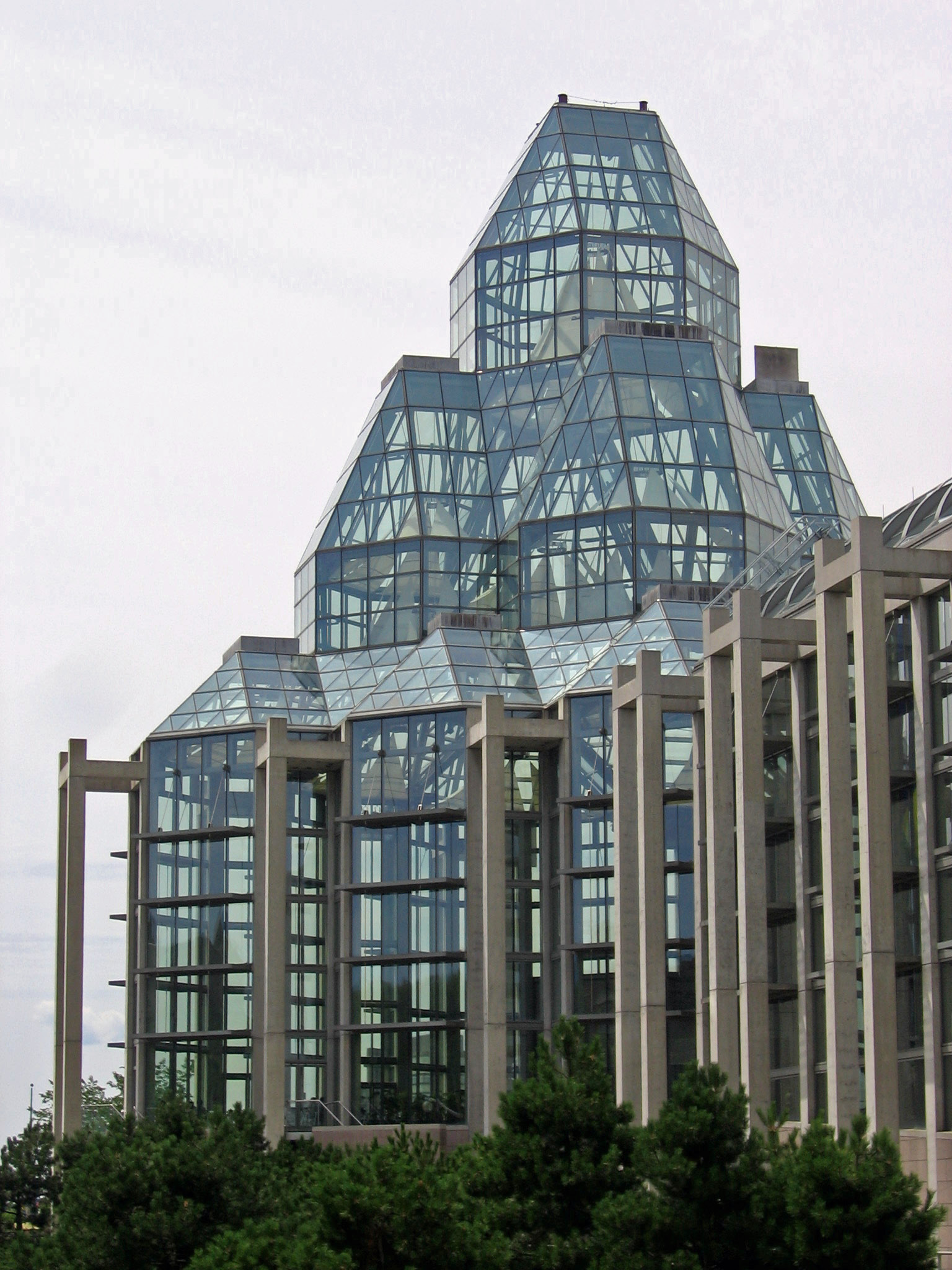
Национальная Галерея

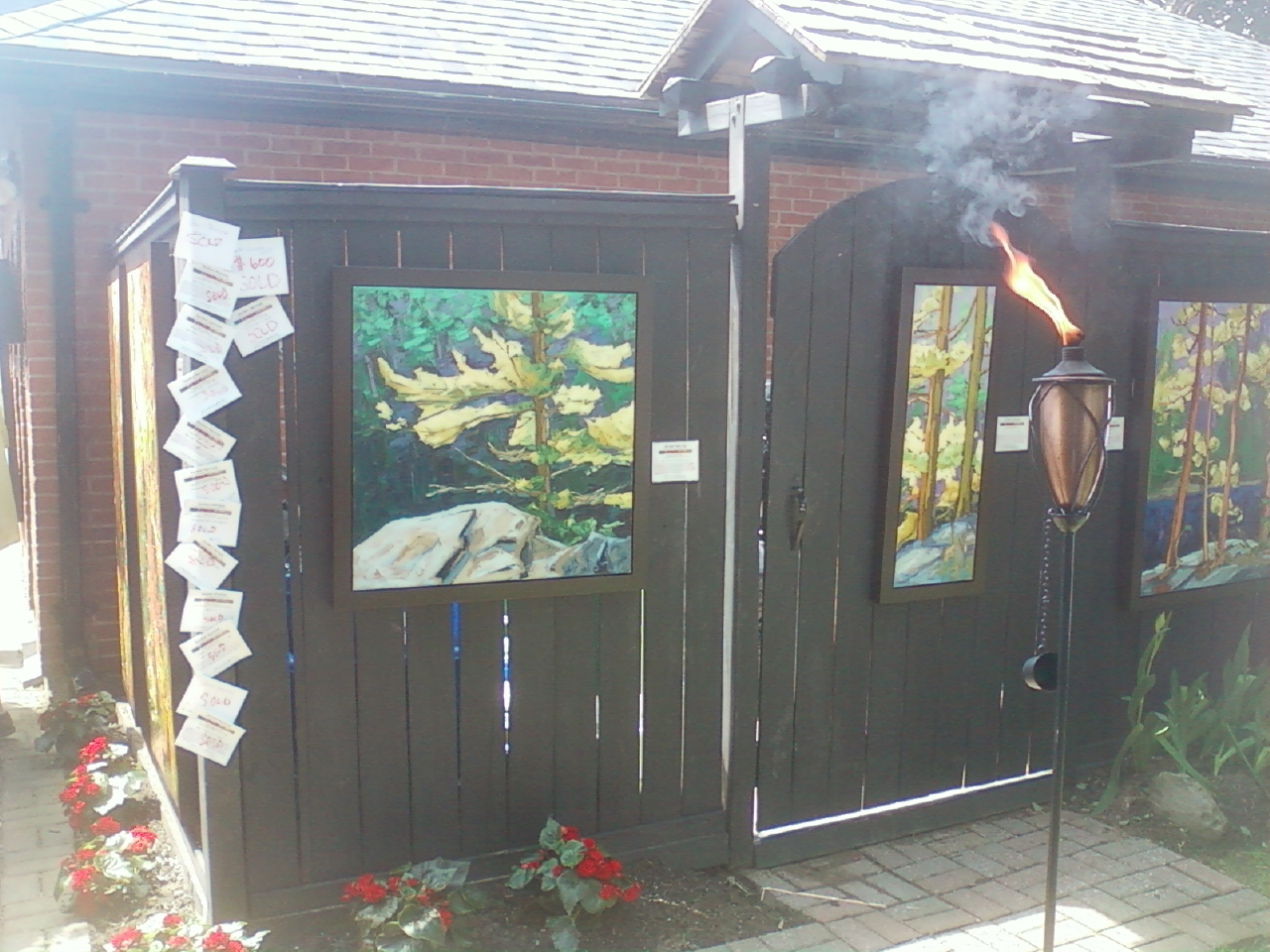
Галерея Гордона Харрисона. День открытых дверей Оттавы, июнь 2011 г.

### Оттава
| Название на русском                        | Оригинальное название                                | Официальный сайт                                                                  |
| ------------------------------------------ | ---------------------------------------------------- | --------------------------------------------------------------------------------- |
| Галерея искусств Карлтонского университета | Carleton University Art Gallery                      | https://web.archive.org/web/20160306044316/http://cuag.carleton.ca/               |
| Галерея искусств Оттавы                    | Ottawa Art Gallery (The)/Galerie d’art d’Ottawa (La) | http://www.ottawaartgallery.ca Архивная копия от 8 ноября 2018 на Wayback Machine |
| Галерея Карша-Мэссона                      |                                                      |                                                                                   |
| Городская художественная галерея           |                                                      |                                                                                   |
|                                            | Pinhey’s Point Art Gallery                           |                                                                                   |
|                                            | Ottawa School of Art and Gallery                     |                                                                                   |
|                                            | Nepean Creative Art Centre                           |                                                                                   |
|                                            | Nepean Visual Arts Centre and Galleries              |                                                                                   |
|                                            | Gloucester Pottery School                            |                                                                                   |
|                                            | Gloucester Art Gallery                               |                                                                                   |
|                                            | Gordon Harrison’s Gallery                            | http://www.gordonharrisongallery.com                                              |

### Гатино
- Центр современного искусства региона Оттава
- Выставочный центр Art-Image
- Выставочный центр l’Imagier
- Культурный центр Старого Элмера
- Галерея Stone School
- Галерея Linart
- Галерея Montcalm
- Галерея Old Chelsea
- Дом писателей (Maison des auteurs)

## Закрытые музеи
- Канадский музей современной фотографии — закрыт в 2006 г.
- Павильон Канады и мира — закрыт в 2005 г.